# نادي اتحاد توجطات
اتحاد عين توجطات هو نادي كرة قدم مغربي من مدينة عين توجطات.